# Rzędowe Skały

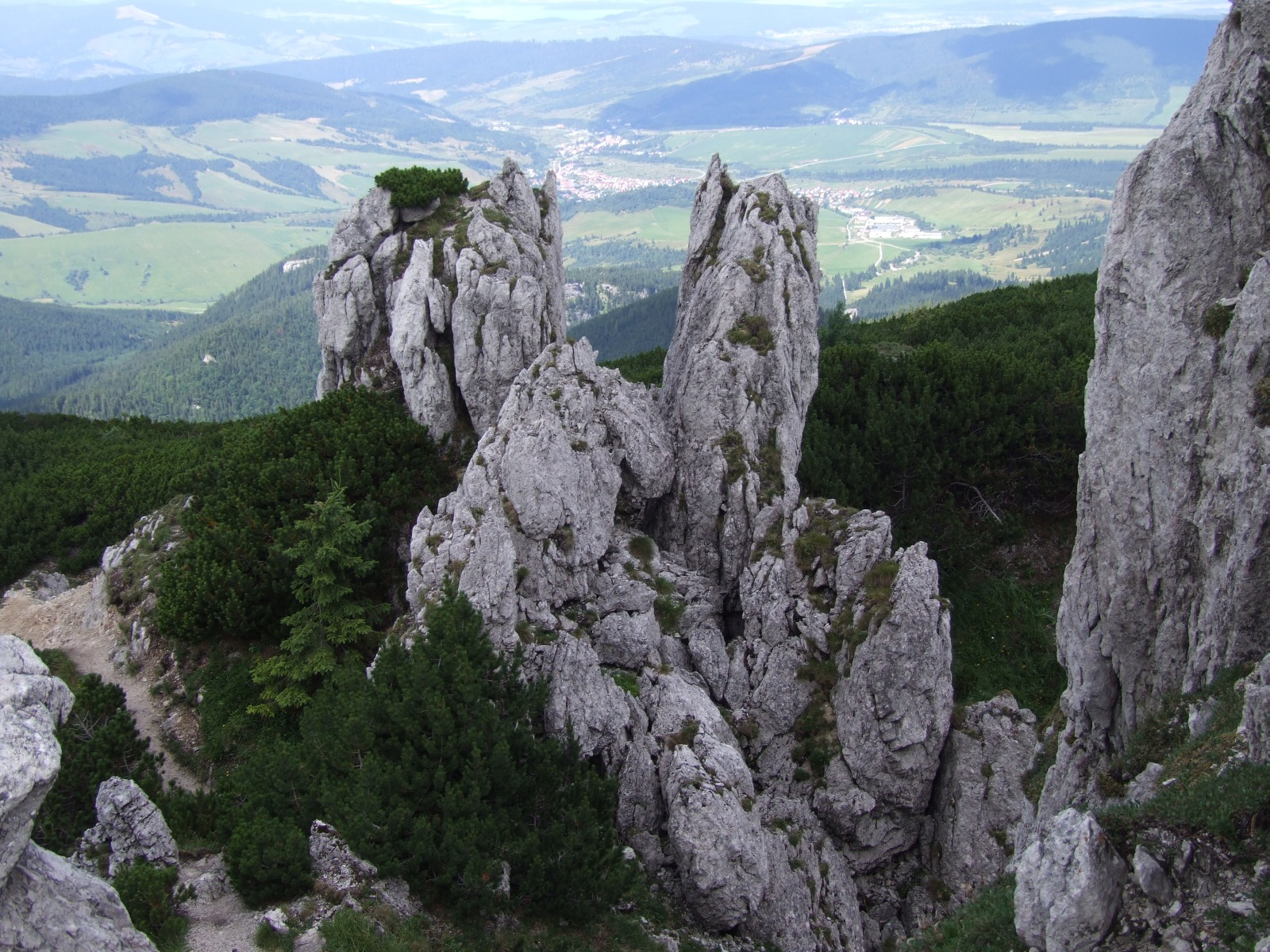
Widok na Rzędowe Skały od góry

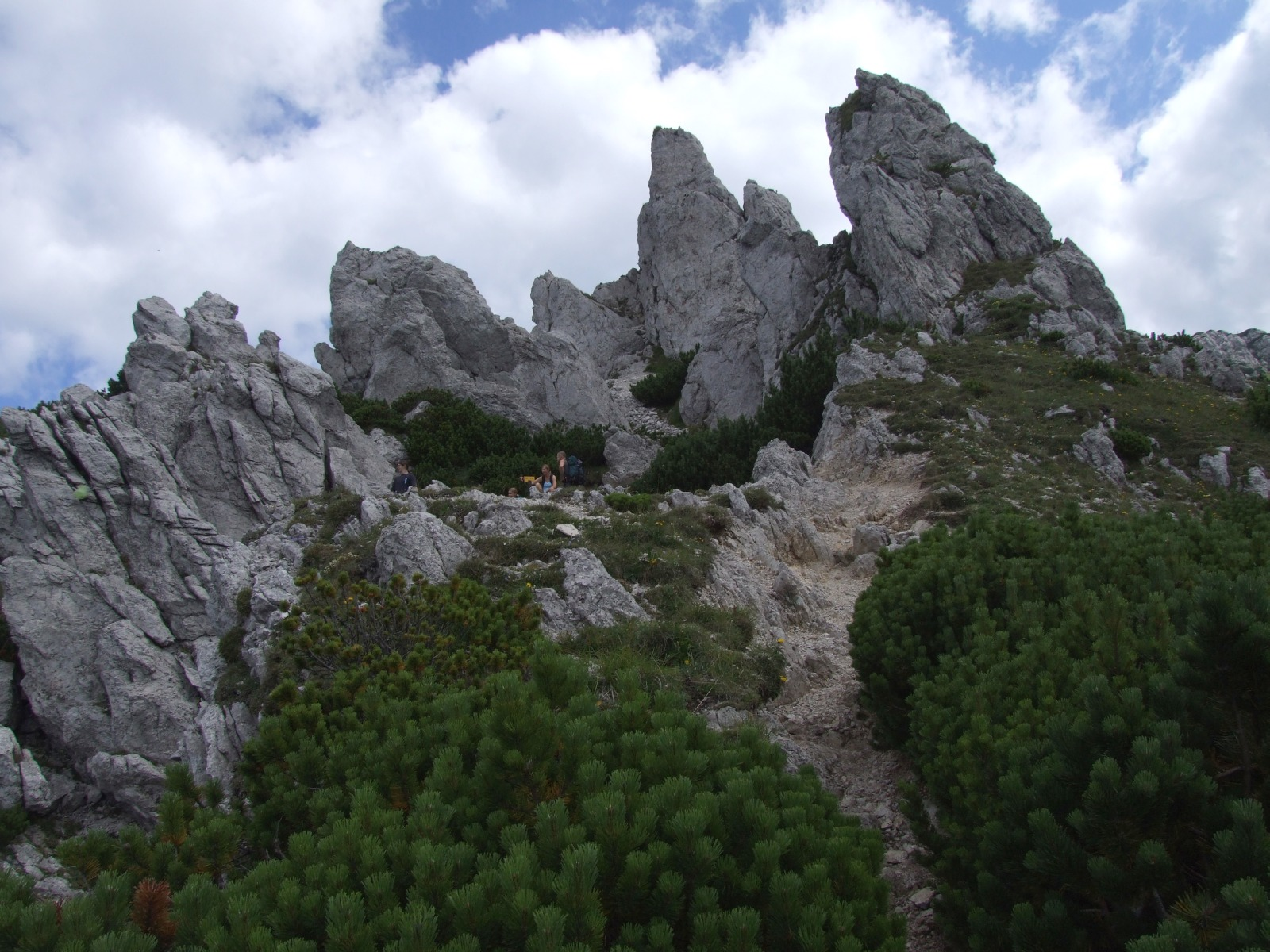
Widok na Rzędowe Skały od dołu

Rzędowe Skały (słow. Radové skaly) – zachodnia część grani Siwego Wierchu w słowackich Tatrach Zachodnich, ciągnąca się w grani głównej Tatr od przełęczy Siwy Przechód, od wysokości ok. 1600 m n.p.m. po szczyt Siwego Wierchu. Znajduje się na niej cały labirynt skał i turni tworzących dolomitowy „park skalny”. Skały wymodelowane zostały przez procesy krasowe i wietrzenie, mają różnorodne kształty i jamy w ścianach. Pomiędzy skałami tworzą się dolinki krasowe. Teren ten to równocześnie siedlisko bardzo bogatej flory ciepłolubnych roślin muraw naskalnych. Między innymi tylko w tym rejonie Tatr (masyw Siwego Wierchu) występuje bardzo rzadki goździk lśniący będący endemitem Karpat Zachodnich. Licznie zakwita tutaj także mokrzyca Kitaibela, dzwonek drobny, skalnica nakrapiana, niebielistka trwała. Teren ten od 1974 r. jest rezerwatem przyrody.
W szlaku prowadzącym to po jednej, to po drugiej stronie grani, lub jej wierzchołkiem, znajdują się 2 trudniejsze do przejścia miejsca ubezpieczone łańcuchami. Ze szlaku ładne widoki na masyw Ostrej i Małej Ostrej oraz Jezioro Liptowskie.

## Szlaki turystyczne
– czerwony granią główną Tatr Zachodnich z Wyżniej Huciańskiej Przełęczy przez Białą Skałę, Siwy Wierch, Palenicę Jałowiecką i Brestową. Czas przejścia od szosy z Wyżniej Huciańskiej Przełęczy na Siwy Wierch: 3 h, ↓ 2 h.